# سيغفريد شنايدر
سيغفريد شنايدر (بالألمانية: Siegfried Schneider)‏ (12 نوفمبر 1939 في ألمانيا - ) هو لاعب كرة طائرة شاطئية ولاعب كرة طائرة ألمانيا الشرقية وألمانيا (وحمل سابقاً جنسية ألمانيا الشرقية). شارك في كرة الطائرة في الألعاب الأولمبية الصيفية – مسابقة رجال ‏ وكرة الطائرة في الألعاب الأولمبية الصيفية 1968 – مسابقة رجال ‏.

## وصلات خارجية
- سيغفريد شنايدر على موقع اللجنة الأولمبية الدولية (الإنجليزية)
- سيغفريد شنايدر على موقع أوليمبيديا (الإنجليزية)